# Pieno
Pieno – osiedle typu miejskiego w Rosji, w obwodzie twerskim. W 2010 roku liczyło 4220 mieszkańców.